# Lipniki (województwo wołyńskie)
Lipniki – wieś do 1939 r. położona w Polsce, w województwie wołyńskim, w powiecie kostopolskim w gminie Bereźne, obecnie wieś nie istnieje, jest to terytorium Ukrainy.

## Historia
Lipniki były polską kolonią założoną pod koniec pierwszej połowy XIX wieku na terenie dóbr należących do Mikołaja Rybczyńskiego. Pierwsi osadnicy pochodzili prawdopodobnie z rejonu Sarn i Żytomierza. 
Podczas II wojny światowej w kolonii znajdowało się 55 zagród.

### Zbrodnia w Lipnikach

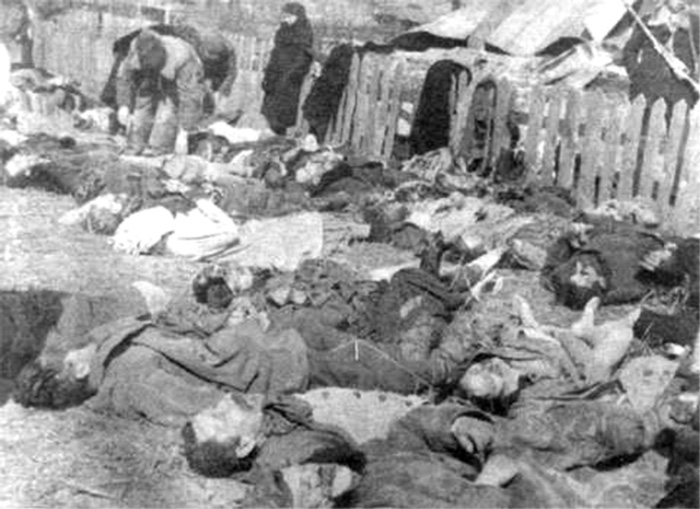
Ciała Polaków zamordowanych w Lipnikach (1943)

W nocy z 26 na 27 marca 1943 roku, kolonia została napadnięta przez oddział Ukraińskiej Powstańczej Armii pod dowództwem Iwana Łytwynczuka wraz z okolicznymi ukraińskimi mieszkańcami. Ofiarą zbrodni padło 179–182 osób, oprócz Polaków także 4 Żydów i 1 Rosjanka.

## Ludzie związani z Lipnikami
Z Lipnik pochodzi rodzina Hermaszewskich, m.in. gen. bryg. pilot Władysław Hermaszewski i jego brat, kosmonauta gen. bryg. pilot Mirosław Hermaszewski (pierwszy, który odbył lot w kosmos).
Z Lipnikami związany był również Tadeusz Bogiński (1931-2017), urodzony w sąsiedniej wsi Młodzianówka, autor publikacji Lipniki Wołynia Poleskiego spalone, będącej zbiorem relacji naocznych świadków napadu dokonanego przez bojowników Ukraińskiej Powstańczej Armii.  